# فای دلا پاجانلا
فای دلا پاجانلا (به ایتالیایی: Fai della Paganella) یک کومونه در ایتالیا است که در ترنتینو واقع شده است.

## خصوصیات
فای دلا پاجانلا ۱۲٫۱ کیلومترمربع مساحت و ۹۰۸ نفر جمعیت دارد و ۹۵۸ متر بالاتر از سطح دریا واقع شده است.